# Читання з губ

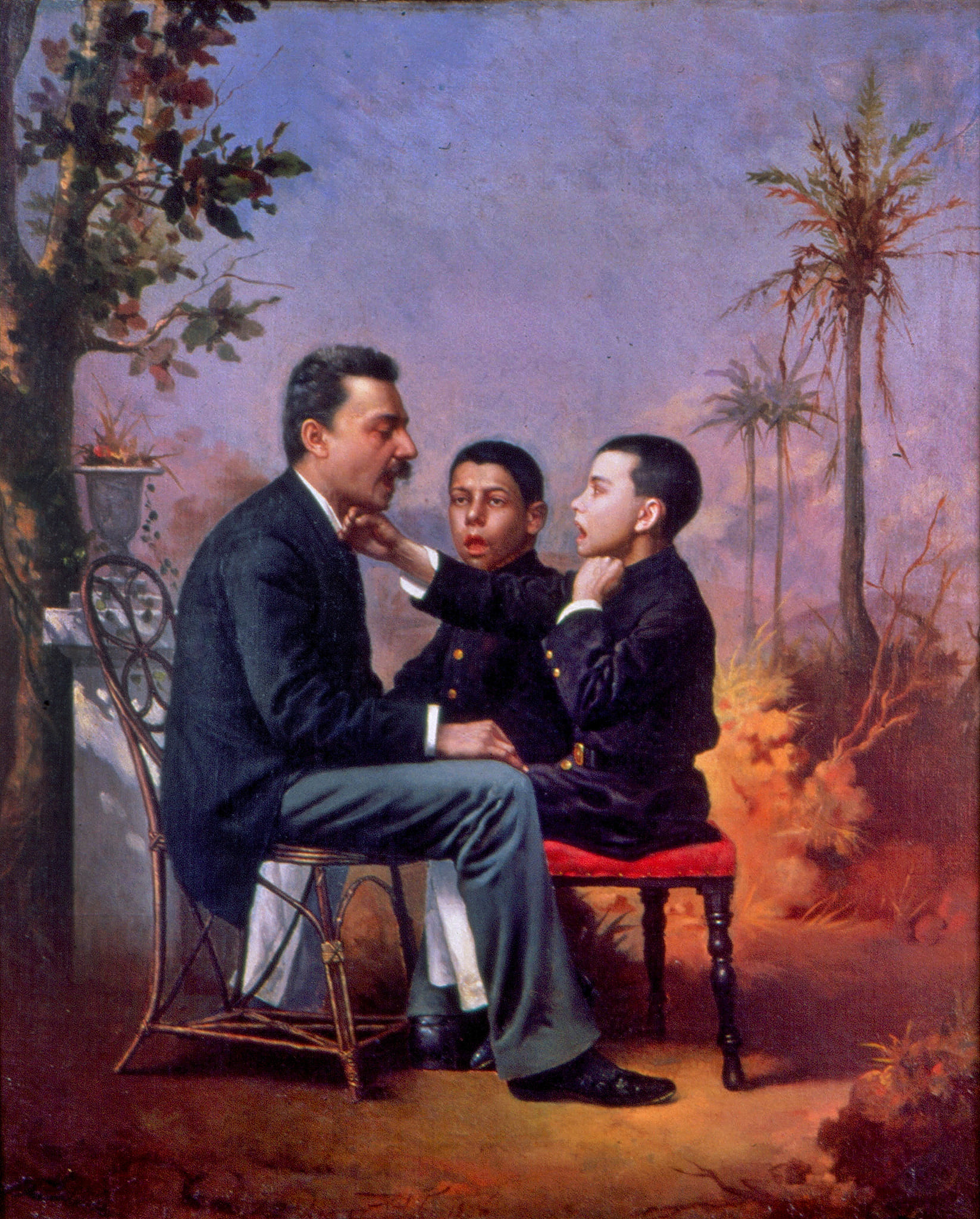
Навчання глухих дітей говорити і читати з губ

Читання з губ, також читання по губах — розуміння мови спостереженням артикуляції мовця.

## Розвиток
При читанні з губ активується не тільки зорова кора мозку, але і слухова, що відбувається і при розпізнаванні почутої мови.
Навіть новонароджені діти намагаються імітувати рухи губами і язиком, побачені у дорослих. Немовлята довше дивляться на джерело візуального стимулу, якщо йому відповідає одночасний аудіальний стимул (на відміну від, наприклад, запису звуку) . Діти в 4-8 місяців звертають особливу увагу на рухи губ розмовляючих як рідною для себе мовою, так і на інших мовах. Після 12 місяців вони перестають стежити за губами розмовляючих рідною мовою . У дорослому віці глухі читають по губах краще чуючих через постійну практику, різниця починає бути помітною з 14 років . Серед глухих ця навичка краще розвинена у тих, хто втрачав слух поступово, а не раптово .
В основному читання по губах використовується глухими і слабочуючими. При цьому у слабочуючих воно більш успішно, якщо при цьому мова чутна хоча б частково . Для спрощення читання по губах може використовуватися допоміжна система, наприклад, так зване фоножестове мовлення. Існують також автоматизовані засоби читання з губ . Успішність читання по губах залежить від здатності до образного мислення і аналітичного сприйняття, а також зорової пам'яті .